# Colobodesmus cobanus
Colobodesmus cobanus är en mångfotingart som först beskrevs av Chamberlin 1952.  Colobodesmus cobanus ingår i släktet Colobodesmus och familjen Sphaeriodesmidae. Inga underarter finns listade i Catalogue of Life.